# Атенс (Тексас)
Атенс (енгл. Athens) град је у америчкој савезној држави Тексас. По попису становништва из 2010. у њему је живело 12.710 становника.

## Демографија
Према попису становништва из 2010. у граду је живело 12.710 становника, што је 1.413 (12,5%) становника више него 2000. године.
| Група             | 2000.         | 2010.         |
| Белци             | 6.986 (61,8%) | 6.835 (53,8%) |
| Афроамериканци    | 2.172 (19,2%) | 2.256 (17,7%) |
| Азијати           | 72 (0,6%)     | 77 (0,6%)     |
| Хиспаноамериканци | 1.962 (17,4%) | 3.397 (26,7%) |
| Укупно            | 11.297        | 12.710        |